# Schizacron intermedius
Schizacron intermedius is een eenoogkreeftjessoort uit de familie van de Cletodidae. De wetenschappelijke naam van de soort is voor het eerst geldig gepubliceerd in 1996 door Gee & Huys.